# Menyhárth László
Menyhárt László (Szarvas, 1849. május 30. – Boroma, Afrika, a Zambezi mellett, 1897. november 16.) Jézus-társasági áldozópap és tanár, hittérítő, afrikanista, botanikus.

## Élete
Középiskoláit az egri cisztercitáknál végezte, ahol főleg a botanika iránt érzett nagy hajlandóságával tűnt föl. 1866. augusztus 13-án lépett a Jézus-társaságba; pár évig Kalocsán volt magister a konviktusban és tanított a gimnáziumban. A teológiát az innsbrucki egyetemen tanulta, de a teológiai IV. évét Angliában St.-Benotban végezte. 1883. augusztus 15-én szenteltetett föl miséspappá. Rövid ideig a st.-andräi-háznak volt tagja, ahonnét Kalocsára ment tanárnak. 1885. április 12-től a rendház rektora és a főgimnázium igazgatója volt. 
Kalocsai időzése alatt a környék flóráját tanulmányozta és néhány új növényfajt is fedezett föl, melyeket tudományosan meghatározott és magyar tudósokról nevezett el. Haynald érsek és Borbás Vince, volt iskolatársa, a Magyar Tudományos Akadémia előtt is méltatták tanulmányai nagy értékét. De Menyhárthot lelke Afrikába vonzotta. Elöljárói 1889 húsvétján fölmentvén őt a kalocsai igazgatóság alól, elbocsátották hosszú útjára. Ez időtől a nagy útra készült. Menyhárth a budapesti egyetemen az orvos-tanárokat is hallgatta, hogy majdan a szegény négereknek ne csak lelkét, de testét is orvosolhassa. Tanulta a zambezi négerek nyelvét. 
1889 végén Lisszabonon át Afrikába utazott; 1890 májusában érkezett Boromába, onnét még beljebb vonult a rengetege és megalapította a Szent Klaver Péter állomást. Az utolsó híreket róla a tudományos világ kapta: Afrika közepének meteorológiai följegyzéseit közölte Fényi Gyula jezsuita előszavával német nyelven.
Cikkeket írt a Szűz Mária Virágos Kertjébe (1885. A virág és Mária), a kalocsai Jézus szent szivének Hirnökébe; leveleket Afrikából a Magyar Államba (1892. 133., 1893. 126., 195., 1896. 85. sz. sat.).

## Munkája
- Kalocsa vidékének növénytenyészete. Budapest, 1877. Online